# Die letzte Aussage
Die letzte Aussage ist der Titel eines monumentalen Genrebildes von Arthur Kampf aus dem Jahr 1886. Mit diesem Frühwerk gelang dem 22-jährigen Maler ein künstlerischer Durchbruch. 

## Beschreibung und Bedeutung
In einer karg möblierten Dachkammer armer Leute liegt ein verwundeter Mann mit nacktem Oberkörper auf einem Dielenboden. Eine Frau stützt ihn rücklings und bedeckt eine Brustwunde mit einem Tuch. Ein noch in der Hose steckendes blutbeflecktes Hemd, ein Wasserkrug und eine Schüssel mit blutgetränktem Wasser deuten darauf hin, dass die Verletzung – vielleicht eine Stichverletzung aus einem Wirtshausstreit – sich vor Kurzem erst ereignet hat. Der schlaffe Körper des Verwundeten, dessen kraftlos auf den Boden hingesunkene Hand, dessen fahler Hautton sowie müder Blick aus dunklen Augenhöhlen zeigen den unmittelbar bevorstehenden Tod des Verletzten an. Mit letzter Kraft gibt er dem vor ihm auf einem Stuhl sitzenden Gendarmen bei einer Vernehmung eine Aussage zum Tathergang zu Protokoll. Dieser notiert die letzte Aussage des Sterbenden in einem Notizblock.
Zwei Männer – vielleicht Zeugen oder Täter – stehen in nächster Nähe. Der hinten stehende Mann, der aufgrund physiognomischer Ähnlichkeit ein Bruder des Sterbenden sein könnte, hat seine Mütze abgenommen und blickt auf den Polizisten. Der andere Mann, der eine Mütze auf dem Kopf und an den Füßen Holzschuhe trägt, blickt verdächtig zur Seite. Möglicherweise hat er etwas mit der Tat zu tun. Er steht vor einer Klappe an der Wand, aus der ein wenig Stroh herauslugt. Seine Arme hängen schlaff herab. An der Eingangstür der Dachstube beobachten Nachbarn das Geschehen, vorne eine abgehärmte Greisin und eine Mutter mit Kleinkind auf dem Arm, hinter ihnen neugierig nachdrängende Männer.    
In dem Gemälde schildert der Maler in einem für die Düsseldorfer Schule typischen bühnenartigen Bildaufbau eine tragische Szene aus dem Milieu der Arbeiter des 19. Jahrhunderts. Das durch eine Dachluke einfallende Streiflicht, das die Dramatik der Inszenierung erhöht, lässt Anklänge an das Bild Die Haugianer (1848) von Adolph Tidemand erkennen. Die durch eine Türe das Geschehen neugierig begaffenden Nachbarn finden ein Vorbild in dem Gemälde The Sailor’s Wedding (1852) von Richard Caton Woodville. Die Frau, die den Sterbenden in ihren Armen hält, ist als Pietà der christlichen Ikonographie kunstgeschichtlich geläufig. Ungewöhnlich ist hingegen der monumentale Maßstab des Genrebildes (285 × 362 cm), war dieses Format seinerzeit doch eigentlich nur für religiöse und historische Motive sowie Herrscherbildnisse gebräuchlich. Durch bewusste Monumentalisierung beabsichtigte der Künstler, Not und Elend der untersten Schicht der Gesellschaft eindringlich vor Augen zu führen.

## Entstehung und Rezeption
Arthur Kampf malte das Bild, als er noch Meisterschüler von Peter Janssen dem Älteren an der Kunstakademie Düsseldorf war. 1885 hatte er mit seinem Malerfreund Helmuth Liesegang eine Studienreise nach Paris unternommen. Dort war er mit dem Naturalismus und Realismus der französischen Kunst in Berührung gekommen, insbesondere mit der Malerei von Jules Bastien-Lepage.
Unklar ist, ob das Motiv einem persönlichen Erlebnis des Künstlers entstammt oder ob sich Kampf die Szene selbst ersann. Jedenfalls war in der Mitte des 19. Jahrhunderts auch aus sozialkritischer „Tendenzmalerei“ heraus eine „Armeleute- und Totenmalerei“ entstanden, deren Tradition das Bild kunstgeschichtlich zuzuordnen ist. An dieser Strömung der europäischen Malerei hatten in Düsseldorf geschulte Maler einen Anteil, wie dies etwa Die schlesischen Weber (1844) von Carl Hübner und Der Trunkenbold (1853) von Charles de Groux belegen. Auch darüber hinaus orientierte sich Kampf an der Düsseldorfer Genremalerei vorangegangener Jahre. Motivische Parallelen finden sich in dem 1881 entstandenen Gemälde Eine Verhaftung von Christian Ludwig Bokelmann.  
Das dem Betrachter das Armeleute-Drama in Lebensgröße vorführende Genrebild wurde 1886 in der Kunsthalle Düsseldorf und in der Berliner Akademie der Künste ausgestellt, 1890 in München, 1892 in London. Es wurde kontrovers diskutiert und mehrfach ausgezeichnet (Berlin 1886, München 1890, London 1892).

## Provenienz
Das Gemälde wurde 1910 vom Düsseldorfer Galerieverein erworben und gelangte über die Städtische Kunstsammlung in den Besitz der Kunstsammlung des Museums Kunstpalast.